# Установка ізомеризації в Орську
Установка ізомеризації в Орську – складова нафтопереробного майданчику в Орську, яка здійснює продукування високооктанового компонента палива.
Установка, що стала до ладу в 2015 році, має річну потужність на рівні 300 тисяч тон. Як сировину використовують пентан-гексанову фракцію НК-62, тоді як цільовим продуктом виступає ізомеризат з октановим числом 91,5 – 92, вихід якого становить біля 99% сировини (технологічний процес включає рецикл слабко-розгалуджених гексанів).
Установка спроектована по ліцензії російської компанії «НПП Нефтехим» та використовує технологію «Ізомалк-2».